# Thynnascaris clavata
Thynnascaris clavata är en rundmaskart. Thynnascaris clavata ingår i släktet Thynnascaris och familjen Anisakidae. Inga underarter finns listade i Catalogue of Life.